# Lanevallen
Lanevallen är tillsammans med Signerödsvallen IFK Lanes två anläggningar för fotboll. Lanevallen anlades i början av 1930-talet av Lane IF, men togs över av Lane BK 1935. Planen byggdes ut till 90 x 52 meter 1955, ytterligare till 100 m x 80 m 1963. Med en stor insats av föreningsmedlemmarna byggdes även en klubbstuga 1973 - då i IFK Lanes regi.